# Каталонская кухня
Каталонская кухня (кат. Gastronomia dels Països Catalans) — набор кулинарных традиций, характерных для испанского автономного сообщества Каталония. Она также может относиться к общей кухне Северной Каталонии и Андорры, вторая из которых имеет похожую кухню с соседними комарками Альт-Уржель и Сердань и которую часто называют «каталонской горной кухней». Она считается частью западной средиземноморской кухни.
Типичный дневной рацион: утром — легкий завтрак, молоко или кофе; днём — обед, овощи, фрукты, мясо, рыба, умеренное количество вина; вечером — ужин, плотнее, чем завтрак, но легче, чем обед.

## История
Современным ученым известно несколько кулинарных книг времен Средневековья на каталонском языке. Llibre del Coch (1520) была одной из самых влиятельных кулинарных книг эпохи Возрождения в Испании. Она включает в себя несколько рецептов соусов, приготовленных из таких ингредиентов, как имбирь, порошок мускатного ореха (flor de macis), корица, шафран, гвоздика (clauells de girofle), вино и мед. Сальса де паго получила свое название от павлина (каталонский : el paó), с которым ее подавали, но она могла сочетаться с любым видом птицы и была частью средневековой рождественской трапезы. Сальса миррауст (или mirausto alla catalana , как ее называют в Куоко Наполетано) была полужареной (mi-raust) птицей, которая была приправлена сальсой, загущенной яичными желтками, поджаренным миндалем и панировочными сухарями. В версии рецепта из Llibre de Sent Soví XIV века соус загущается размятой печенью птицы вместо яичных желтков.
Гиппокрас (в каталонской кулинарной книге Llibre del Coch (1520) рецепт дан как pimentes de clareya) — пряное вино, приготовленное из корицы, гвоздики, имбиря, перца, меда и вина, пропущенного через манегу — кондитерский мешок, изначально созданный Гиппократом для фильтрации воды.
Рукопись XVII века El llibre de la Cuina de Scala-Dei, написанная в Cartoixa d'Escaladei, содержит рецепты, такие как каши из злаков, восходящие к римским временам.

## Основные ингредиенты
Каталонская кухня в значительной степени опирается на ингредиенты, популярные вдоль побережья Средиземного моря, включая свежие овощи (особенно помидоры, чеснок, баклажаны, перец и артишоки), продукты из пшеницы (хлеб, макаронные изделия), оливковое масло сорта «арбекина», вина, бобовые (фасоль, нут), грибы (особенно лесные грибы), орехи (кедровые орехи, фундук и миндаль), все виды свиных блюд (колбаса из Вика, ветчина), овечий и козий сыр, птицу, баранину, многие виды рыбы, такие как сардины, анчоусы, тунец и треска, а также другие морепродукты, такие как креветки, кальмары, морские улитки и морские ежи.
Традиционная каталонская кухня весьма разнообразна и варьируется от блюд с большим содержанием свинины, которые готовятся во внутренней части региона (Каталония является одним из основных производителей свиной продукции в Испании), до рецептов на основе рыбы вдоль побережья. Эти мясные и морепродуктовые элементы часто смешиваются в каталонской версии surf and turf, известной как mar i muntanya. Примерами могут служить курица с лобстером (pollastre amb llagosta), курица с раками (pollastre amb escarmalans), рис с мясом и морепродуктами (arròs mar i muntanya) и каракатица с фрикадельками (sipia amb mandonguilles).
Кухня включает в себя множество блюд, которые смешивают сладкие и соленые блюда, а также рагу с соусами на основе ботифарры (свиная колбаса) и характерной пикады (молотый миндаль, фундук, кедровые орехи и т. д., иногда с чесноком, травами, печеньем).

## Вино
Каталония является крупнейшим в Испании производителем вина.
Существует 11 каталонских винодельческих регионов, квалифицированных INCAVI (Каталонский институт вина): Приорат, Пенедес, Каталония, Костерс-дель-Сегре, Конка-де-Барбера, Монсант, Алелья, Таррагона, Эмпорда, Пла-дель-Бажес и Терра-Альта.
Игристое вино кава, производимое в основном в регионах Пенедес и Анойя, является каталонским эквивалентом шампанского. Оно широко экспортируется.
Moscatell(Эмпорда) — сладкое каталонское вино, похожие сорта которого есть и в других странах, таких как Франция, Италия, Португалия, Албания, Словения, Греция, Румыния и Турция, а также в других регионах Испании. Однако каталонский moscatell гуще французского муската и пьется не перед едой (как аперитив), а после нее, либо с десертом, либо после него.

## Типичные блюда
- Айоли — соус из чеснока и оливкового масла.
- Ромеско — испанский (каталонский) соус на томатной основе, в состав которого также входят чеснок, миндаль, растительное масло и др.
- Каталонский крем
- Кока (лепёшка)
- Фуэт — колбаса из свинины
- Хлеб с помидором по-каталонски — популярная закуска.
- Эскаливада — блюдо из печеных баклажанов, сладкого перца, лука и помидоров.
- Эскуделья — мясной суп с макаронами и/или рисом.